# Walentin Bratoew
Walentin Bratoew (bulgarisch Валентин Братоев, englische Transkription: Valentin Bratoev; * 21. Oktober 1987 in Sofia) ist ein bulgarischer Volleyballspieler.

## Karriere
Bratoew begann seine Karriere 2002 bei Slawia Sofia. 2007 wechselte er innerhalb der Hauptstadt zu Lewski Sofia. Mit Lewski gewann er 2009 die nationale Meisterschaft. Im gleichen Jahr erreichte der Universalspieler mit der bulgarischen Nationalmannschaft den dritten Platz bei der Europameisterschaft. Anschließend ging er nach Italien zum Zweitligisten Quasar Massa Versilia. 2010 wurde er vom Erstligisten Itas Diatec Trentino verpflichtet, mit dem er 2011 die italienische Meisterschaft und die Champions League gewann. In der folgenden Saison stand er zunächst bei Tonno Callipo Vibo Valentia unter Vertrag, aber bereits im November wechselte er zum Zweitligisten Pallavolo Sora, 2012 erreichte er gemeinsam mit seinem Zwillingsbruder Georgi Bratoew bei den Olympischen Spielen den vierten Platz. Nach einem Intermezzo bei al-Rayyan SC und einer Saison in seiner Heimat bei Lewski Sofia spielte Bratoew in der Saison 2013/14 beim deutschen Bundesligisten VfB Friedrichshafen und gewann hier den DVV-Pokal.